# Fontem
Fontem é uma cidade dos Camarões localizada na província de Sudoeste.